# Dorfkirche Herzberg (Mark)

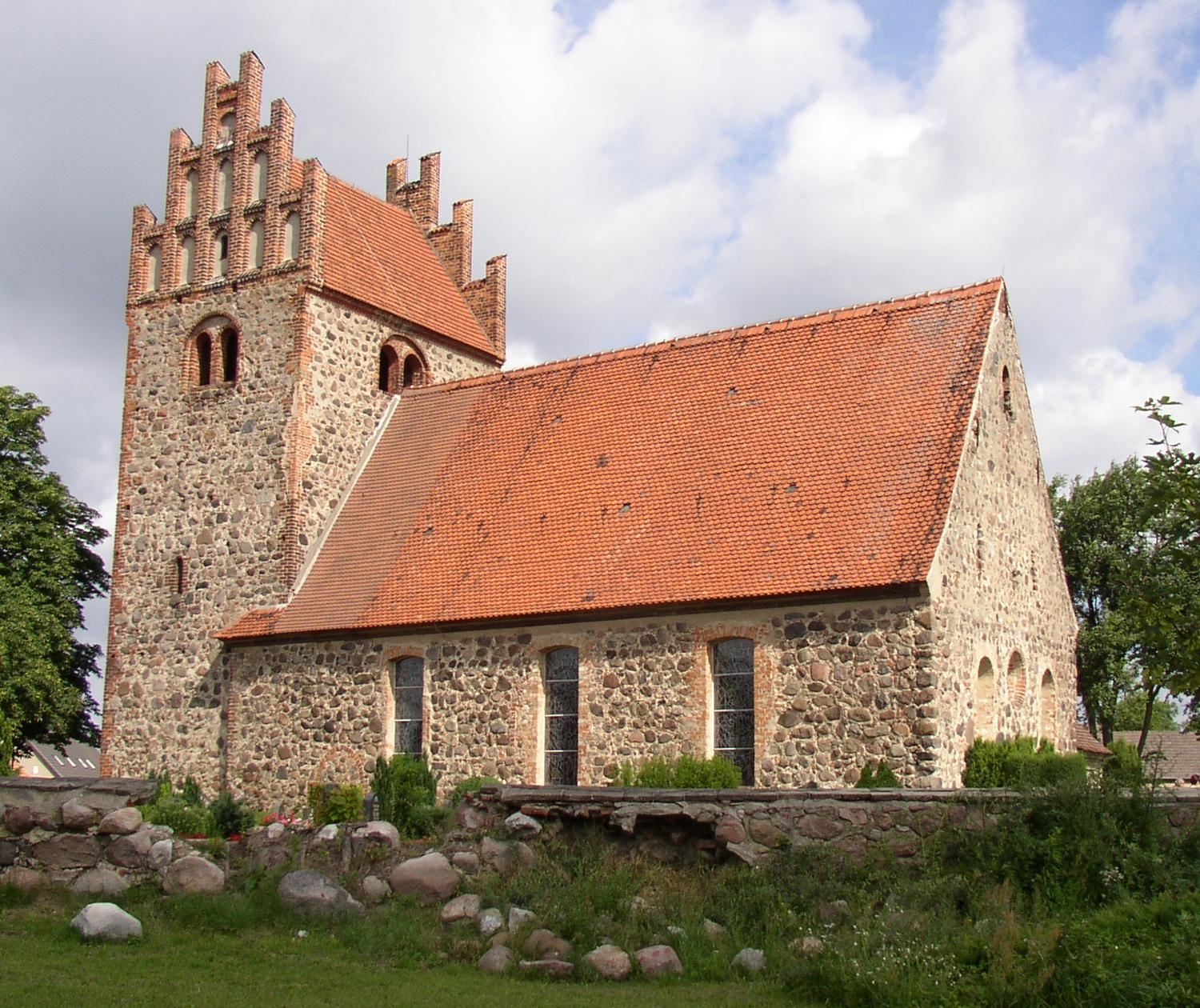
Dorfkirche Herzberg (Mark)

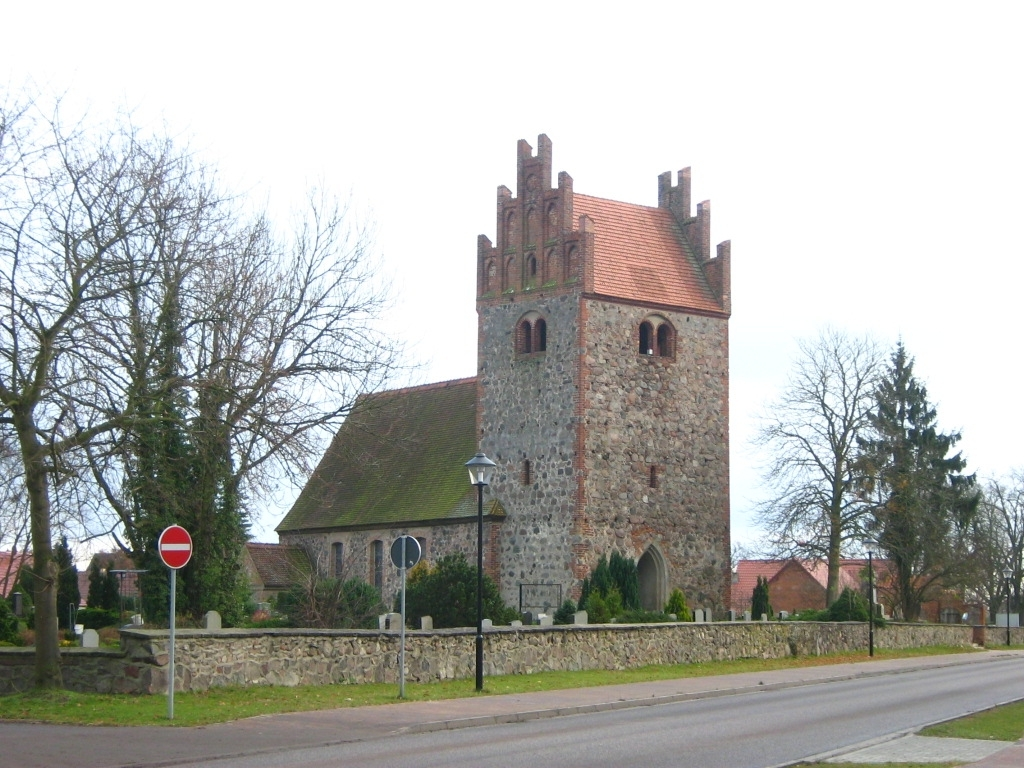
Ansicht von Nordwest

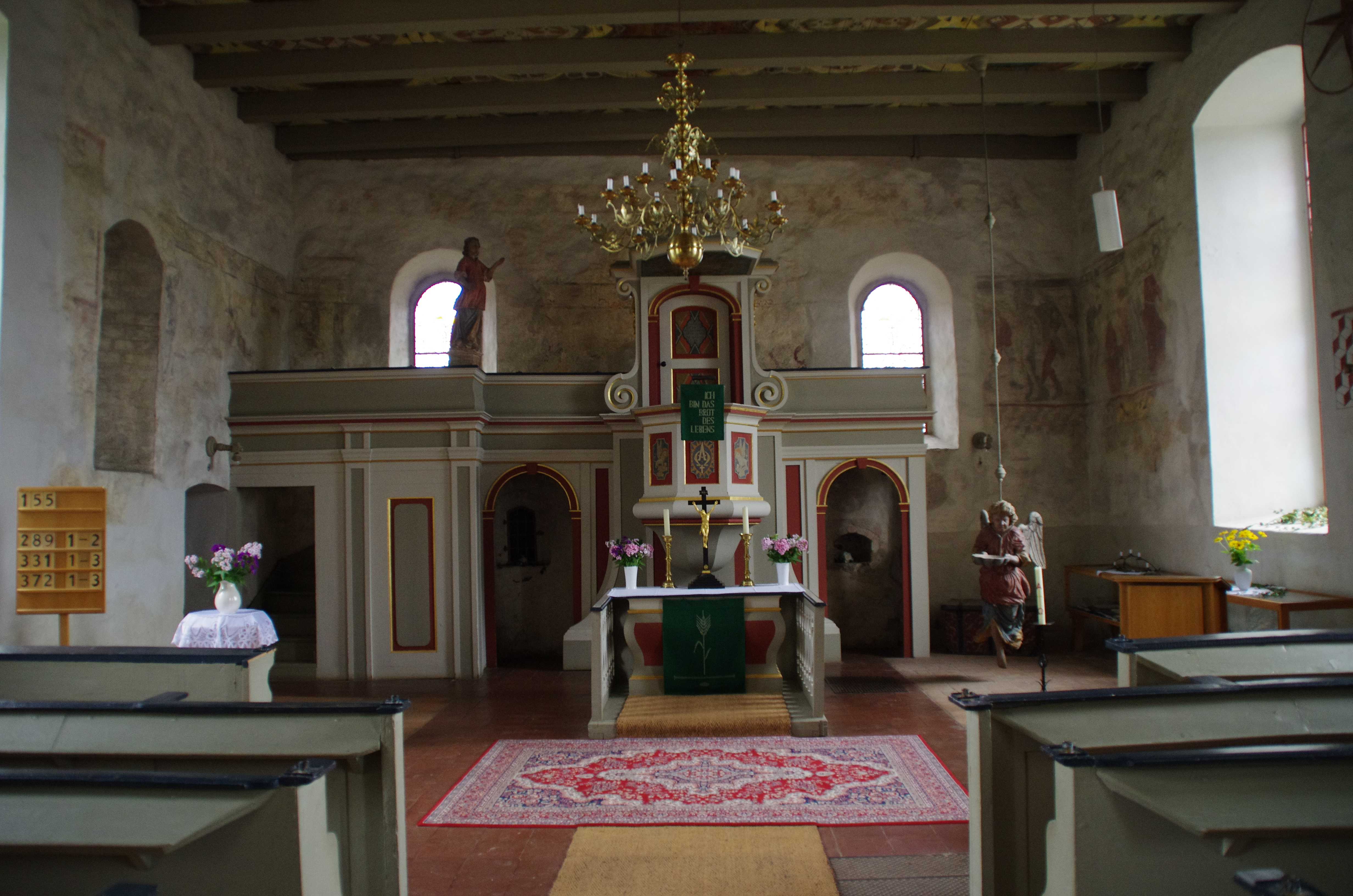
Innenansicht nach Osten

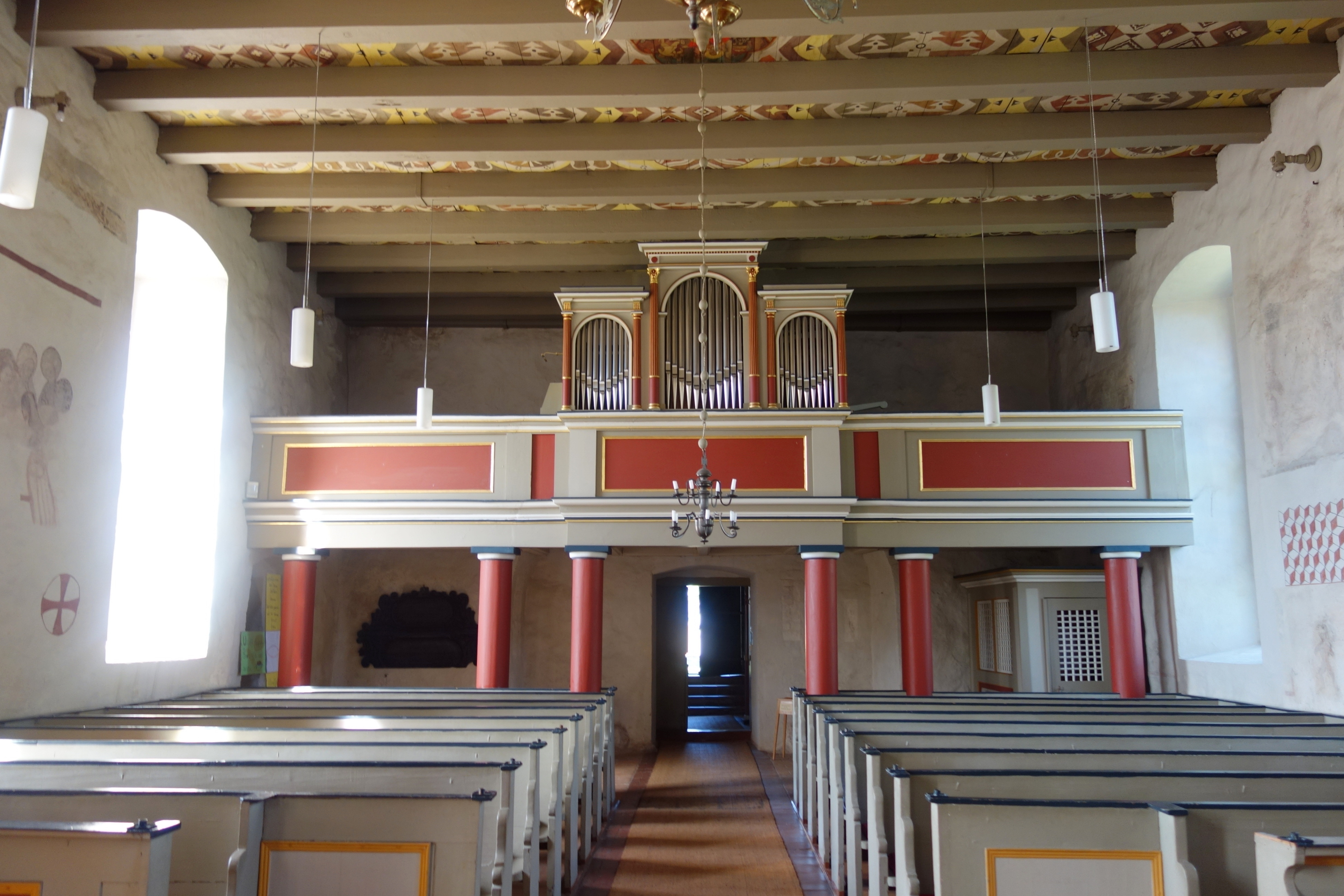
Innenansicht nach Westen mit Orgel

Die evangelische Dorfkirche Herzberg (Mark) ist eine spätgotische Feldsteinkirche in Herzberg (Mark) im Landkreis Ostprignitz-Ruppin in Brandenburg. Sie gehört zur Kirchengemeinde Herzberg im Kirchenkreis Oberes Havelland der Evangelischen Kirche Berlin-Brandenburg-schlesische Oberlausitz und ist eine offene Kirche.

## Geschichte und Architektur
Die Dorfkirche besteht aus dem Schiff und dem etwas schmaleren Westturm in Feldsteinmauerwerk. Die Fenster wurden bis auf das Rundfenster in der Ostwand zu Beginn des 18. Jahrhunderts verändert. Das spitzbogige Südportal ist vermauert; das Bauwerk wird durch ein Westportal mit steilem Spitzbogen erschlossen. Eine Restaurierung wurde um 1980 durchgeführt. Das Turmoberteil ist mit zwei Staffelgiebeln mit Blendenschmuck in Backstein und gekuppelten Schallöffnungen unter Segmentbögen versehen und mit einem quergestellten Satteldach abgeschlossen. Im Norden ist eine Sakristei aus Feld- und Backstein angebaut.
Das Schiff wird von einer bemalten hölzernen Balkendecke überspannt. Eine hufeisenförmige Empore von 1833 wurde später verkürzt. In der Nordwand ist ein später vermauertes Schlitzfenster mit mittelalterlicher Farbfassung zu sehen. Weitere Wandmalereien wurden bei einer Restaurierung in den Jahren 1927–1929 freigelegt und 1980 erneut restauriert. Sie zeigen einen in Resten erhaltenen spätgotischen Passionszyklus und Teile eines geometrischen Schmuckbands aus dem 16. Jahrhundert.

## Ausstattung
Hauptstück der Ausstattung ist ein Kanzelaltar aus dem 18. Jahrhundert. Er besteht aus einem Holzaufbau mit geschwungenen Seiten und einem polygonalen Kanzelkorb, der in Rückwand mit Empore eingebunden ist. Die Kanzel wird von rundbogigen Durchgängen flankiert; der etwas vorspringende nördliche mit Pilastern geschmückte Teil enthält den Zugang zur Kanzeltreppe. Die Kanzelrückwand ist mit einer korbbogigen Tür und seitlichen Voluten ausgestattet. Ein kuppeliger, von einer Urne bekrönter Schalldeckel, dessen Unterseite 1929 von Erich Kistenmacher mit der Taube des Heiligen Geistes und einer Strahlensonne bemalt wurde, ist über dem Kanzelkorb mit Evangelistensymbolen angebracht. Der geschwungene, von seitlichen Brettbalusterschranken gerahmte hölzerne Altartisch ist jetzt von der Wand abgerückt.
Eine spätmittelalterliche Sakramentsnische besteht aus einer Nische mit dachförmigem Abschluss und Eisengitter in einer flachbogigen Blende; das Innere ist mit Bohlen ausgekleidet.
An der Ostwand und auf der Nordseite sind zwei Taufengel aus dem 18. Jahrhundert erhalten, von denen einer die ursprüngliche Farbfassung zeigt, der andere wurde später neu bemalt.
Die Orgel von 1899/1900 ist ein Werk Albert Hollenbachs aus Neuruppin, einem Schüler von Friedrich Ladegast. Der Prospekt in Neurenaissanceformen zeigt drei von Säulen gerahmte Rundbögen mit schlichtem Gesims.